# Agustina Vivero

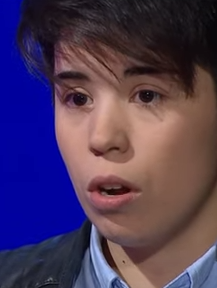
Cumbio v roce 2019

Agustina Elvira Vivero (* 6. května 1991, Corrientes), známá pod svým pseudonymem Cumbio a přezdívaná La Reina de Los Floggers, je argentinská fotoblogerka. Je uznávána jako nejvlivnější členka subkultury bičování, z níž pochází její přezdívka, která se zasloužila o vytvoření a organizaci několika setkání jejích členů. Byla mezinárodně uznávána, když poskytla rozhovory The New York Times a El País. Od svého vzniku v roce 2006 nasbíral fotoblog autorky více než 36 milionů návštěv. V roce 2008 napsala svou autobiografii Yo, Cumbio. Od poloviny roku 2010 pracovala jako publicistka pro Telefe a v roce 2013 se připojila k Almorzando con Mirtha Legrand jako asistentka v zákulisí. Pseudonym „Cumbio“ pochází z lásky autorky k hudbě cumbia.

## Životopis
Její matka Fanny chtěla, aby se narodila ve městě Corrientes, protože se tam narodila celá rodina, ale jakmile ji měla, vrátili se do Buenos Aires. Přestože se narodila v Corrientes, prožila téměř celý svůj život ve čtvrti Buenos Aires v San Cristóbalu.
Cumbio začala používat Fotoblog v roce 2006, kam nahrávala fotografie a vyměňovala si podpisy se svými přáteli a měla kolem 30 000 návštěv za den.
V letech 2008 až 2009 se začala objevovat v mnoha celostátně uznávaných televizních programech, jako je Showmatch (na Channel 13 ) a Tiene la palabra, a také vzbudila zájem tisku, a to jak na národní úrovni (poskytla rozhovor pro časopis Rolling Stone) tak i mezinárodní, když newyorské noviny New York Times pod názvem In Argentina, a Camera and a Blog Make a Star zvolily Cumbio jako profil soboty. K těmto novinám se připojil "El País" ze Španělska s poznámkou zveřejněnou v červnu 2009.
Její obliba a respekt ze strany ostatních mladých lidí v jejím věku jí pomohly k tomu, že byla při některých příležitostech vybrána k šíření témat souvisejících s tématy, která je zajímala mezi dospívajícími. Z tohoto důvodu vláda města Buenos Aires využila její popularity k rozhovorům s dospívajícími a ke zveřejnění těchto rozhovorů na videu.
Dne 4. prosince 2008 vydala knihu s názvem Yo Cumbio, autobiografii, ve které líčí původ módy bičování, vzestup ke slávě a svůj vztah k ní. Podílela se na hře Kam jdou sny?, hudební komedie v podání mladých herců.
Komerčně byla Cumbio vybrána jako tvář Nike pro reklamu na oděvní řadu a South One, značku bot. Má vlastní řadu kosmetiky, která nese její přezdívku jako značka. V červnu 2008 se stala první šikanou s vlastním oblečením ChupinChupinn.
Během roku 2010 zastávala roli publicistky v pořadu Vértigo en el aire argentinského kanálu Telefe.
Vystudovala žurnalistiku a za úkol udělala rozhovor s Gabrielou Michetti.
V roce 2011 natočila filmařka Andrea Yannino dokumentární film Soy Cumbio, o jejím životě a kultuře bičování, který byl představen na BAFICI v dubnu téhož roku a byl masivně uveden v září 2011.
V roce 2013 začala pracovat jako asistentka produkce na programu Almorzando con Mirtha Legrand. Tam si uvědomila, že sociální sítě programu nejsou dostatečně využívány a nabídla, že jako producentka digitálního obsahu tento způsob komunikace zdokonalí.
Byla také asistentkou produkce Gerarda Sofoviche a v Tu cara me suena. Je generální ředitelkou a zakladatelkou digitální komunikační agentury s názvem RUIDO. Společně se svým týmem dělala digitální marketing (správa sítí, webdesign, tiskové akce) pro Mirthu Legrand, Mariano Iudica, Jorge Rial, Marcelo Tinelli, Pamela David a desítky špičkových značek.